# Ліззі Макгвайр
«Ліззі Макгвайр» (англ. Lizzie McGuire) — американський підлітковий ситком, автором персонажів яких є Террі Мінскі. У телесеріалі присутня анімована версія головної героїні, яка постійно виконує монологи. Прем'єра першої серії «Ліззі Макгвайр» відбулася на каналі Disney Channel 12 січня 2001 року. Остання серія показувалася 14 лютого 2004 року. В цілому було знято 65 епізодів. Основна кіноаудиторія складалася із підлітків та юнацтва. Телесеріал виграв у категорії Favorite TV Show на Nickelodeon Kids' Choice Awards у 2002 та у 2003 роках. В Україні серіал транслювався на «Новому каналі».

## Сюжет
Сюжет телесеріалу розповідає про життя 13-річної Ліззі Макгвайр — сором'язливої та незграбної дівчинки-підлітка, яка мріє вписатися в соціальне шкільне життя та бути популярною. В цьому їй допомагають її друзі Міранда та Гордо. Епізоди сфокусовані на житті Ліззі, її стосунках із батьками Джо та Сем і молодшим братом Меттом, та підліткових проблемах, з якими вона стикається в процесі дорослішання. Ліззі має анімоване альтер его, яке показує її почуття.

## Створення
Телесеріал був створений Террі Мінскі. Первинною назвою була Що думає Ліззі? (англ. What's Lizzie Thinking?), але в процесі підготовки до прем'єри назва була змінена на ім'я головної героїні. Продюсер телесеріалу Стен Рогов казав, що візуальний вигляд серіалу був виконаний при натхненні від фільму Біжи, Лоло, біжи. Хоча зйомки були завершені у червні 2002, телесеріал йшов по телебаченню до лютого 2004. В 2014 році Гіларі Дафф анонсувала, що вона відкрита для повернення Ліззі на телебачення у дорослому віці.

## Персонажі

### Головні персонажі
- Елізабет "Ліззі" Брук Макгвайр (Гіларі Дафф) показана як звичайна незграбна дівчинка, яка часто потрапляє у дрібні нещасні випадки та прагне знайти своє місце у світі. Її анімоване альтер его показує глядачам її справжні почуття. Ліззі постійно сперечається зі своїм молодшим братом Меттом, але здатна розуміти, коли зайшла занадто далеко. Відмінниця, має талант до художньої гімнастики, хоч і дещо неповоротка. Перша, хто приходить вибачатися; надзвичайна віддана. Часто втрачає себе у своїй пристрасній натурі та імпульсивності, проте завжди повертається назад із оновленим кращим усвідомленням своїх вчинків. Ліззі має алергію на молюсків, особливо на устриць.
- Міранда Ізабелла Санчез (Лалейн) — найкраща подруга Ліззі. Незважаючи на те, що проявляє найбільшу впевненість у собі, найбільш сором'язлива із всіх трьох друзів. Її сім'я має американо-мексиканське походження, проте на іспанській мова говорить погано. Як і Ліззі, Міранда відчуває на собі всі біди дорослішання. Не присутня у останніх шести епізодах серіалу та відсутня у Кіно про Ліззі Макгвайр унаслідок робочого графіку для зйомок кінофільму для Disney Channel You Wish![4]
- Девід Зефір "Гордо" Гордон (Адам Ламберг) — інший найкращий друг Ліззі, якого вона знає із самого народження. Часто висловлюється із сарказмом, хоча і не бідний на гарні поради. Його персонаж є дуже розумним та практичним; відмінник у школі. Гордо мріє стати кінорежисером і зазвичай носить із собою камеру, якою знімає багато незграбних моментів Ліззі. Під кінець серіалу стає ясно, що Гордо закоханий у Ліззі; у Кіно про Ліззі Макгвайр він обмінюється із Ліззі поцілунком, після підтримки всіх її авантюр протягом всієї божевільної поїздки до Риму. Американець єврейського походження; в одному із епізодів проходить через бар-міцву. Має декілька незвичайних інтересів, такі як їзда на уніциклі та Пацюча зграя.
- Меттью "Метт" Макгвайр (Джейк Томас) — молодший брат Ліззі. Кмітливий створювач проблем, який ніколи не втомлюється від прокручування хитрих схем, які дратують його сестру чи бентежать його батьків. Його вічноплануюча натура повністю протиставляється до характеру його найкращого друга Ленні, який не з'являється на екрані. Не зважаючи на постійні сварки між Меттом та Ліззі, вони щиро піклуються про один одного. Фразами Метта, якими він постійно використовує, є «Дзвенькав?» та «Говори зі мною».
- Джоанна "Джо" Макгвайр (Гейлі Тодд) — мама Ліззі та Метта. Щиро турбується про Ліззі, але як і всі батьки, впевнена, що не розуміє як виховувати підлітка. Внаслідок цього інколи при бажанні допомогти Ліззі навпаки робить її життя складнішим. В кінці кожного епізоду Ліззі та Джо приходять до взаєморозуміння та показують стабільні теплі материнсько-дочерині стосунки. Джо завжди розкриває задуми своїх дітей та тримається на одному кроці попереду них.
- Самюель "Сем" Макгвайр (Роберт Керрадайн) — тато Ліззі та Метта. Як і його дружина, гадає, що має дуже маленьке розуміння про виховування дітей. Проте завжди намагається прикласти всі зусилля, аби допомогти своїй дочці та зрозуміти її. І Сем, і Джо є люблячими батьками, які завжди ставлять своїх дітей на перше місце в своєму житті та безумовно піклуються про них. Як і Ліззі, Сем дещо незграбний.

### Побічні персонажі
- Кетрін "Кейт" Сандерс (Ешлі Бріллоу) — найпопулярніша дівчинка в школі Ліззі. Раніше була подругою Ліззі та Міранди. Кейт, ставлячись до всіх зверхньо, полюбляє робити життя Ліззі та всіх інших навколо нещасним, проте у Ліззі завжди виходить перехитрити її та вийти сухою із води. В певних епізодах видно, що вона все ще любить Ліззі та Міранду. У Кіно про Ліззі Макгвайр Кейт знову стає подругою Ліззі. В перших епізодах прізвищем Кейт було Сондерс, але пізніше стало Сандерс.[5]
- Клер Міллер (Давида Вілліамс) — нова найкраща подруга Кейт. Клер набагато підліша за Кейт. В епізоді "The Rise and Fall of the Kate Empire" Клер виганяє Кейт із команди підтримки, після того як та вивихнула плече, та таким чином стає новим капітаном групи підтримки. В Кіно про Ліззі Макгвайр Клер не згадується.
- Ітан Крафт (Клейтон Шнайдер) — симпатичний атлетичний хлопець, який популярний в школі. Ліззі, Кейт та Міранда закохані у нього, хоча він і не є розумним, проте дружній з усіма. У серії другого сезону "Just Friends" стає відомо, що Ітан любить гольф, а його улюблене кіно — Віллі Вонка та шоколадна фабрика.
- Лоуренс "Ларрі" Тадгемн III (Кайл Доунс) — показаний як стереотипний шкільний "задрот". Окрім Ліззі та її друзів, всі ставляться до нього, як до вигнанця. Відомий тим, що носить одну й ту саму сорочку із четвертого класу. В епізоді першого сезону "Scarlett Larry" Ларрі запрошує Ліззі на її перше побачення. Ліззі погоджується на запрошення лише в знак ввічливості, але в результаті проводить гарний час. Після цього Ларрі гадає, що у них романтичні стосунки; Ліззі пояснює йому, що у них немає романтичних відносин і двоє лишаються друзями. Пізніше стає ясно, що Ларрі закоханий у Міранду. В Кіно про Ліззі Макгвайр не присутній.
- Ленні Оназіс (Крістіан Копелін) — найкращий друг Метта. Його ніколи не видно на екрані, але у Метта ніколи не виникає проблем у спілкуванні з ним. У другому сезоні стає відомо, що Ленні є прямим нащадком Крипса Атткусса. Його улюблений вид морозива — гарбузяне. В Кіно про Ліззі Макгвайр не присутній.
- Меліна Бланко (Карлі Шрьодер) — найкраща подруга Метта, яка любить спричиняти для нього проблеми. Пізніше у неї з Меттом виникають почуття один до одного. Вона єдина з друзів Метта, які з'являються в Кіно про Ліззі Макгвайр.
- Дігбі "Містер Діг" Селлерс (Арві Льов молодший) — спокійний вчитель-на-заміні Ліззі. На своїх уроках часто пригадує як вчив таких знаменитостей як Френкі Муніз та Крістіну Агілеру. В пізніших епізодах стає другом тата Ліззі та починає зустрічатися із вчителькою Метта, міс Джазмін Чапман.
- Едвард та Даніела Санчез (Армандо Моліна та Дайяна Ортеллі) — батьки Міранди, з'являються лише в декількох епізодах, включаючи "Night of the Day of the Dead", в якому завдають проблем Кейт. Непрямо вказано, що вони є гарними друзями батьків Ліззі.
- Говард та Роберта Гордон (Майкл Мантел та Елісон Мартін) — батьки Гордо, обидва психіатри.
- Паркер Маккензі (Челсі Вілсон) — дівчинка з класу Ліззі. В одному епізоді стає відомо, що Гордо закоханий у неї. В епізоді "Obsession" стає відомо, що вона вегетаріанка. В іншому епізоді Гордо запрошує Паркер на танці, але та відмовляється, оскільки вважає його занизьким. Паркер ненавидить Ліззі через те, що та випадково сіла на її ланч-бокс із Титаніком у п'ятому класі.
- Даніел "Денні" Кесслер (Байрон Фокс) — перше кохання Ліззі та Міранди. З'являється у перших епізодах. Його сім'я володіє водяним парком "The Slip Slide". Після епізоду "When Moms Attack" Денні не з'являється і не згадується. Одного разу Ліззі згадує про Денні в Кіно про Ліззі Макгвайр.
- Верука Албано (Рейчел Сноу) — дівчина-задрот із надлишковою вагою. З'являється одного разу в першому сезоні та частіше в другому, коли Ліззі переходить у восьмий клас. В епізоді "Dear Lizzie" Верука просить у Ліззі про допомогу від хуліганів. Верука знаходиться в команді "математичних атлетів". Під кінець серіалу стає відомо, що Ларрі та Верука закохані один в одного.
- Аманда "Емі" Сандерс (Гейлі Дафф) — 18-річна кузена Кейт, яка грає в рок-гурті. Як і Кейт, хитра та жорстока, але гірша за Кейт. Має складні стосунки із Кейт. В епізоді "Party Over Here" Емі ігнорує план Кейт щодо великої вечірки на честь її дня народження, і на якому хтось вмащує Кейт обличчям у торт. Ліззі бачить, якою нещасною відчуває себе Кейт і робить спроби покращити їй настрій. Коли Кейт каже, що просто хоче, аби всі пішли геть, Ліззі дзвонить своїй мамі та просить її прийти на вечірку і всіх розігнати.
- тренер Келлі (Дот Джонес) — сурова, але справедлива спортивний тренер Хілріджевської школи. Допомагає Ліззі в епізоді "One of the Guys", коли пояснює їй, що дівчинка може бути одночасно жіночною і талановитою у спорті. Вона надає себе у приклад, оскільки викладає гімнастику, шиє свій власний одяг та ходить на уроки балету.
- директор Твіді (Філ Льюїс) — абсурдний директор Хілріджевської школи. Іноді несправедливо наказує учнів. Коли ніхто не дивиться, чіпляє жувальну гумку під столи кафетерії.
- містер Ескобар (Даніел Ескобар) — вчитель драми/хору у Хілріджевській школі. Містер Ескобар також відповідає за процедуру затримання школярів. Він фігурує на початку Кіно про Ліззі Макгвайр, коли каже Ліззі, що та має дати промову на валідікторіанському випуску.
- Джеремі Баргель — друг Сема. В епізоді "Rated Aargh!" Ліззі врятувала Джеремі, коли той подавився.
- Девід Роузен — інший друг Сема. Джеремі та Девід мають шимпанзе на ім'я Фредо.
- Фредо — улюбленець-шимпанзе Джеремі та Девіда. Фредо заводить Метта у проблеми і спочатку вони ненавидять один одного. Пізніше Метт стає другом Фредо. Фредо гарний в математиці, але неумілий в дробах.

## Епізоди
- Сезон 1. 31 епізодів. 12 січня 2001—18 січня 2002
- Сезон 2. 34 епізодів. 8 лютого 2002—14 лютого 2004

## Фільм
Кінофільм Кіно про Ліззі Макгвайр, який є прямим продовження телесеріалу, вийшов 2 травня 2003. Стрічка зібрала $42.7 мільйона по кінотеатрам США, та $55.6 мільйони по всьому світі.

## Нагороди
- ALMA Awards

2002 – Outstanding Children's Television Programming (номінація)
- BAFTA Awards

2002 – Best International – Сюзан Естелль Янсен & Ніл Їзраель (номінація)
- Emmy Awards

2004 – Outstanding Children's Program (номінація)
2003 – Outstanding Children's Program (номінація)
- Imagen Award

2003 – Best Supporting Actress in Television – Лалейн (номінація)
- Kids' Choice Awards

2005 – Favorite TV Actress – Гіларі Дафф (номінація)
2005 – Favorite TV Show (номінація)
2004 – Favorite TV Actress – Гіларі Дафф (номінація)
2004 – Favorite TV Show (номінація)
2003 – Favorite TV Actress – Гіларі Дафф (номінація)
2003 – Favorite Television Actor – Адам Ламберг
2003 – Favorite TV Show (виграно)
2002 – Favorite TV Actress – Гіларі Дафф (номінація)
2002 – Favorite TV Show (виграно)
- Kids' Choice Awards Australian

2004 – Favorite Television Star – Гіларі Дафф (виграно)
- Teen Choice Awards

2003 – Choice TV — Comedy (номінація)
2003 – Choice TV Actress — Comedy – Гіларі Дафф (номінація)
- Writers Guild of America

2002 – Children's Script – Terri Minsky for the "Pilot" (номінація)
- Young Artist Awards

2004 – Best Performance in a TV Series (Comedy or Drama): Supporting Young Actor – Джейк Томас (номінація)
2003 – Best Performance in a TV Comedy Series: Guest Starring Young Actress – Емі Кастел (виграно)
2003 – Best Ensemble in a TV Series (Comedy or Drama) – Гіларі Дафф, Лалейн, Джейк Томас & Адам Ламберг (номінація)
2003 – Best Family Television Series (Comedy or Drama) (номінація)
2003 – Best Performance in a TV Series (Comedy or Drama): Supporting Young Actor – Джейк Томас (номінація)
2002 – Best Performance in a TV Comedy Series: Leading Young Actress – Гіларі Дафф (номінація)
2002 – Best Performance in a TV Comedy Series: Supporting Young Actress – Лалейн (номінація)
2002 – Best Ensemble in a TV Series (Comedy or Drama) – Гіларі Дафф, Лалейн, Джейк Томас & Адам Ламберг (номінація)